# Nuoto sincronizzato ai campionati europei di nuoto 2016 - Singolo (programma libero)
La competizione di nuoto sincronizzato - Singolo libero dei Campionati europei di nuoto 2016 si è svolta il 9 e il 10 maggio 2016 presso il London Aquatics Centre di Londra. Il 9 maggio si è disputato il turno eliminatorio cui hanno partecipato 20 atlete. Le 12 migliori classificate hanno disputato la fase finale il giorno seguente.

## Medaglie
| Posizione | Atlete           | Paese   |
| --------- | ---------------- | ------- |
| Oro       | Natal'ja Iščenko | Russia  |
| Argento   | Anna Vološyna    | Ucraina |
| Bronzo    | Linda Cerruti    | Italia  |

## Risultati
In verde sono denotate le finaliste.
| Posizione | Atlete                  | Nazionalità   | Preliminare | Preliminare | Finale  | Finale    |
| Posizione | Atlete                  | Nazionalità   | Punti       | Posizione   | Punti   | Posizione |
| --------- | ----------------------- | ------------- | ----------- | ----------- | ------- | --------- |
|           | Natal'ja Iščenko        | Russia        | 95.9667     | 1           | 96.4000 | 1         |
|           | Anna Vološyna           | Ucraina       | 92.8000     | 2           | 93.4000 | 2         |
|           | Linda Cerruti           | Italia        | 90.1000     | 3           | 89.4333 | 3         |
| 4         | Cristina Salvador       | Spagna        | 89.3333     | 4           | 89.2333 | 4         |
| 5         | Evangelia Platanioti    | Grecia        | 88.0000     | 5           | 88.9667 | 5         |
| 6         | Estel Hubaud            | Francia       | 85.2333     | 6           | 85.6667 | 6         |
| 7         | Anastasia Gloushkov     | Israele       | 85.2000     | 7           | 85.5667 | 7         |
| 8         | Vasiliki Alexandri      | Austria       | 82.7000     | 8           | 83.6333 | 8         |
| 9         | Sascia Kraus            | Svizzera      | 82.0333     | 10          | 82.8000 | 9         |
| 10        | Olivia Allison-Federici | Regno Unito   | 81.6667     | 9           | 82.0667 | 10        |
| 11        | Margot de Graaf         | Paesi Bassi   | 79.0000     | 11          | 80.4333 | 11        |
| 12        | Marlene Bojer           | Germania      | 77.8667     | 12          | 78.7667 | 12        |
| 13        | Lara Mechnig            | Liechtenstein | 77.3667     | 13          |         |           |
| 14        | Defne Bakırcı           | Turchia       | 75.7333     | 14          |         |           |
| 15        | Rebecca Domika          | Croazia       | 74.6000     | 15          |         |           |
| 16        | Eliška Skácalová        | Rep. Ceca     | 74.2000     | 16          |         |           |
| 17        | Zlatina Dimitrova       | Bulgaria      | 69.0667     | 17          |         |           |
| 18        | Nea Hannula             | Finlandia     | 68.5000     | 18          |         |           |
| 19        | Nevena Dimitrijević     | Serbia        | 68.3333     | 19          |         |           |
| 20        | Ana Baptista            | Portogallo    | 67.2000     | 20          |         |           |